# Foo Fighters
Foo Fighters es un grupo de rock alternativo estadounidense formada en la ciudad de Seattle en 1994 por el exbaterista de Nirvana, Dave Grohl.
El grupo debe su nombre a los ovnis y los diversos fenómenos aéreos que fueron reportados por los pilotos de los aviones aliados en la Segunda Guerra Mundial, que se conocen colectivamente como foo fighter. Antes del lanzamiento de su álbum debut en 1995, Grohl, como único miembro oficial, reclutó al bajista Nate Mendel y el baterista William Goldsmith, ambos anteriormente miembros de Sunny Day Real Estate, así como su compañero en las giras de Nirvana, Pat Smear como guitarrista para completar la alineación.
La banda comenzó con actuaciones en Portland, Oregón. Goldsmith renunció durante la grabación del segundo álbum del grupo, The Colour and the Shape (1997), cuando la mayoría de las partes de batería fueron regrabadas por el propio Grohl, hasta que luego se unió Taylor Hawkins como baterista. La partida de Smear siguió poco después.
Fue reemplazado por Franz Stahl, respectivamente, aunque fue despedido antes de la grabación del tercer álbum del grupo, There Is Nothing Left to Lose (1999). La banda continuó brevemente como trío hasta que Chris Shiflett se unió como guitarrista principal de la banda después de la finalización de There Is Nothing Left to Lose. La banda lanzó su cuarto álbum, One by One, en 2002. El grupo siguió esa versión con la de dos discos In Your Honor (2005), que se divide entre canciones acústicas y material más pesado. Pat Smear volvió a la banda en ese mismo año, y se sumó el tecladista Rami Jaffee.
Foo Fighters han vendido más de 15 millones de discos en todo el mundo. Foo Fighters lanzó su sexto álbum, Echoes, Silence, Patience & Grace, en 2007. En 2010, se confirmó que Smear se había unido oficialmente a la banda después de la gira con Foo Fighters como un miembro no oficial entre 2006 y 2009. En el transcurso de la carrera de la banda, cuatro de sus álbumes han ganado el Premio Grammy al mejor álbum de rock. El séptimo álbum de estudio de la banda, Wasting Light, producido por Butch Vig (reconocido productor de Nirvana), fue lanzado en 2011 y su octavo álbum, Sonic Highways, además de su segundo grabado con Butch Vig, se dio a conocer en noviembre de 2014. Su noveno álbum fue Concrete and Gold, producido por Greg Kurstin y lanzado en todo el mundo el 15 de septiembre de 2017, a través de RCA Records. El álbum presenta una fusión de géneros musicales como hard rock y pop. Concrete and Gold se refiere al futuro de Estados Unidos desde el punto de vista del líder de la banda y principal compositor Dave Grohl, con el contexto de las elecciones de 2016 y la presidencia de Donald Trump citados como grandes influencias por Grohl. Las yuxtaposiciones son un motivo común en la composición lírica y musical del álbum, y Grohl describe el tema general del álbum como «esperanza y desesperación», ese álbum fue la primera aparición de Rami Jaffee como miembro oficial. Su décimo álbum de estudio fue Medicine at Midnight, el último en contar con la participación de Taylor Hawkins, antes de su muerte. 
El 21 de mayo de 2023, poco más de un año después del fallecimiento de Taylor, la banda realizó un concierto gratuito por streaming, confirmando la integración de Josh Freese como su nuevo baterista; poco tiempo después se publicó su undécimo álbum de estudio, But Here We Are.
En agosto de 2024, la banda anunció que donarían todas las ganancias obtenidas de su sencillo "My Hero" a la campaña presidencial Kamala Harris, luego de que el candidato opositor, Donald Trump, use la canción sin permiso en un evento.
Un mes más tarde, luego de que Grohl anunciara que se había convertido en padre por fuera de su matrimonio, Foo Fighters canceló su presentación principal en el evento Soundside Music Festival en Bridgeport, Connecticut.
Finalmente, el 29 de septiembre de 2024, Foo Fighters anunció que se tomarían una pausa indefinida.

## Biografía

### Formación y álbum debut (1994-1995)

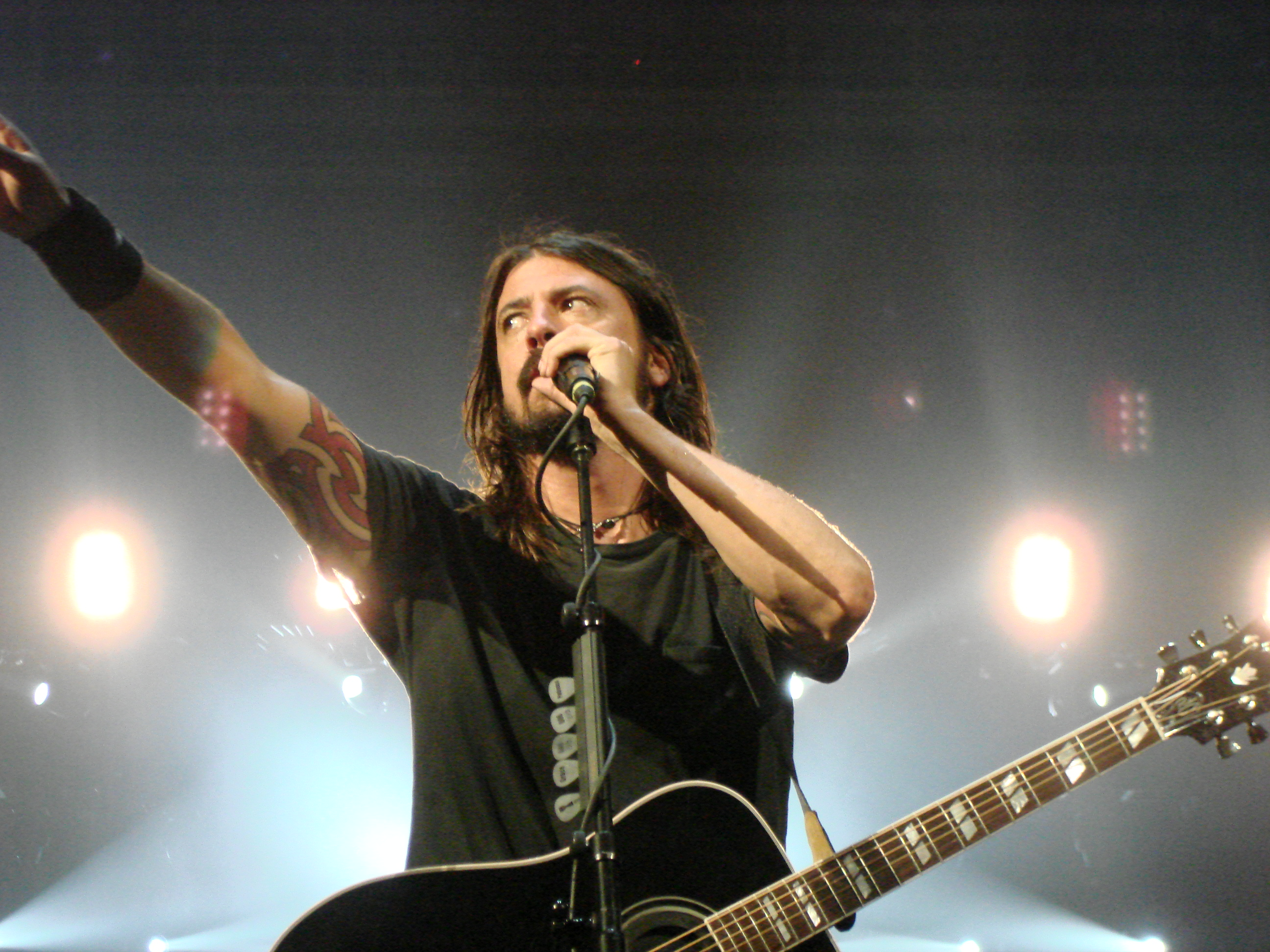
Dave Grohl (foto en 2008) fundó Foo Fighters después de que su anterior banda Nirvana se disolviera en 1994.

La historia de Foo Fighters empieza cuando Dave Grohl, antiguo miembro de Scream, es contratado para hacer las labores de batería en el por aquel entonces poco conocido grupo de grunge Nirvana. El talento de Kurt Cobain hizo que el primer disco de Grohl en dicha formación, Nevermind, fuese un auténtico éxito en el ámbito "mainstream", gracias a lo cual la banda subió a los primeros puestos en las listas de ventas de todo el mundo. Durante el tiempo en el que fue miembro de Nirvana, Dave, escribió varias canciones por su cuenta, algunas de las cuales no le parecieron del todo acorde al sonido de la banda. Más tarde, en 1997, llegó a decir «Me sobrecogían las canciones de Kurt Cobain, y yo estaba intimidado. Así que pensé que lo mejor era que me guardara las canciones para mí». No obstante sí compartió con sus compañeros alguna que otra canción como Marigold, que incluso fue lanzada como lado B de In Utero, el tercer disco de la banda y de la que existen varias versiones donde en una de ellas Cobain estaba a los coros. Con el resto de canciones, decidió por su cuenta grabar una demo bajo el seudónimo Late!, nombrando el álbum como Pocketwatch. La edición de este demo se hizo en apenas cien casetes que Grohl repartió únicamente entre sus amistades y sin pretensión alguna de editarlo comercialmente.
Tras la muerte de Kurt Cobain y la consiguiente desaparición de Nirvana, Grohl decidió seguir adelante con su carrera musical. Regresó al estudio para grabar por cuenta propia otras cuantas canciones más, esta vez bajo el seudónimo de Foo Fighters. Él mismo grabó todos los instrumentos en todas las canciones, a excepción de una guitarra de acompañamiento cortesía de su amigo Greg Dulli (guitarrista de Afghan Whigs). Al igual que hizo con la anterior, editó esta grabación en casete y la repartió entre sus amigos. Sin embargo, en esta ocasión recibió muy buenos comentarios e incluso una de las canciones, This is a Call, empezó a tener rotación en la radio angelina. Es por ello que decidió formalizar lo que hasta el momento era solo un proyecto, reclutando a otros músicos para formar oficialmente una banda además de crear su propio sello discográfico: Roswell Records, subsidiaria de Capitol Records.
Fue así como se dio inicio a los Foo Fighters, cuyo nombre proviene de la forma en que llamaban los pilotos aliados a los objetos voladores no identificados (ovni) durante la Segunda Guerra Mundial. En 2009, Dave Grohl contó en el programa VH1 Storytellers que el nombre de "Foo Fighters" fue pensado para que quedara en la mente de la gente, algo atractivo, como "Led Zeppelin", pero que no le hubiese puesto "Foo Fighters" a la banda si hubiera sabido que tendría tanto éxito.

### The Colour and the Shape(1997-1999)
Tras el gran éxito que tuvo la banda, estuvieron de gira durante varios meses presentándose por todo Estados Unidos y algunas ciudades de Europa, siendo especialmente notable el éxito que consiguieron en Inglaterra. Tras casi dos años de gira exhaustiva comenzaron a grabar en 1997 su segundo álbum, The Colour And The Shape, el cual contiene grandes éxitos como «Monkey Wrench», «My Hero», «Hey, Johnny Park!» y «Everlong», «Walking after you» que además fue incluida en el banda sonora de «X Files» .Para la grabación del disco, William Goldsmith (batería) fue requerido solo en «Doll» y «Up in Arms», lo que provocó su abandono del grupo después de varias discusiones. Otras fuentes citan enfrentamientos entre el productor Gil Norton y Goldsmith los que provocaron la salida de este último, dejando a Grohl en este puesto para grabar el resto de las canciones. La crítica lo proclamó como uno de los mejores discos de rock de la década de los 90. Buscando un sustituto que ocupase el puesto de batería en el grupo en la gira, Grohl llamó a Taylor Hawkins (exmiembro de Hot Chocolate, la banda en vivo de Alanis Morissette) para preguntarle si conocía a alguien que pudiese ocupar el lugar de Goldsmith, pero, para sorpresa de Grohl, Hawkins se ofreció para tomar las labores de batería, y así grabó las últimas canciones del disco. Tras el lanzamiento, asimismo, Pat Smear (guitarrista) decidió dejar la banda debido al agotamiento de esta nueva gira, por lo cual Dave contrató a Franz Stahl (excompañero de Grohl en la banda Scream) en las guitarras, quien fue despedido antes de la grabación del siguiente disco por «diferencias creativas».

### There Is Nothing Left to Lose(1999-2001)
Después de finalizar la gira de “The Colour and the Shape” en agosto de 1998, Grohl decidió tomar un descanso y regresar a su Virginia natal. Después de un par de meses allí, convirtió el sótano de su casa en un estudio de grabación donde comenzaron a trabajar en lo que se convertiría en su tercer álbum, There is Nothing Left to Lose. Este disco contaría con un tono mucho más melódico que sus predecesores. En este se publicaron temas como «Breakout» (que se incluiría en la banda sonora de la película Me, Myself & Irene), «Next Year» (banda sonora de la serie televisiva Ed), «Generator», «Stacked Actors» y «Learn to Fly» (número 1 en la lista del Billboard).
Después de la salida de Stahl, la banda probó a un gran número de guitarristas, dando finalmente con Chris Shiflett, exintegrante de No Use for a Name y Me First and the Gimme Gimmes. Pero la banda ya estaba terminando de grabar el álbum, razón por la cual no aparece en los créditos del mismo.
Ese mismo año Foo Fighters estableció contacto con la banda Queen. Brian May colaboró en la segunda versión que realiza Foo Fighters del tema de Pink Floyd «Have a Cigar», que apareció en la banda sonora de la película Misión: Imposible II.
Cuando Queen entró en el salón de fama del rock en marzo de 2001, Grohl y Hawkins fueron invitados a tocar junto con la mítica banda el tema «Tie your Mother Down». Foo Fighters tocó con ellos en otras ocasiones, incluido el VH1 Rock Honors y su concierto en el Hyde Park de Londres.
En 2000, la banda reconoció en público su apoyo a Alive & Well, una organización estadounidense que no cree que el virus de inmunodeficiencia humana sea la causa del sida, además de cuestionar la validez de los controles para detectar el virus y negar el uso de medicamentos para frenar las causas de la enfermedad. El bajista Nate Mendel fue quien recomendó el libro de la fundadora de la entidad, Christine Maggiore, al resto de los miembros de la banda.
Ese mismo año, Mendel organizó un concierto en beneficio de la organización, así como colaboraciones del documental promovido por dicha sociedad llamado The Other Side of AIDS (la otra cara del sida).

### One by One(2002-2004)
A finales de 2001, y ya con su nuevo guitarrista, la banda regresó a Virginia para trabajar en un nuevo disco que no dejó satisfechas las expectativas de Grohl, razón por la cual decidió abandonar las sesiones de grabación y tomar un receso. Durante este tiempo grabó las baterías en el disco Songs for the Deaf de Queens of the Stone Age, saliendo también de gira con ellos durante 2002. Shiflett trabajó también en un proyecto propio durante este tiempo, un grupo de punk llamado Jackson (ahora Jackson United). Habiendo retomado fuerzas, la banda regresó al estudio para volver a grabar en tan solo dos semanas el disco que tenía preparado antes de su etapa en Queens of the Stone Age, titulado One by One. Esta grabación está compuesta por canciones como «All My Life», «Low», «Overdrive», «Comeback», «Have it All» y «Times Like These». El vídeo de «Low» fue tremendamente criticado y censurado en muchas emisoras del mundo, ya que en él aparecía Grohl, junto con su amigo Jack Black, visiblemente borracho y posando en posturas obscenas. Este disco les sirvió para consolidarse definitivamente como una de las propuestas de rock alternativo más importantes y vigentes de nuestros días, viajando nuevamente de gira por todo el planeta.
La banda se suele mantener alejada de temas políticos, pero en 2004, Grohl decidió apoyar al candidato para la presidencia de los Estados Unidos John Kerry; a raíz de este suceso, toda la banda se unió a la propuesta de Grohl y realizó conciertos para su campaña. Entonces, su contrincante, George W. Bush, utilizó dos de sus canciones, «Times like These» y «My Hero», para sus campañas, declarándose fanático de la banda, cosa que a Dave Grohl no le agradó en absoluto. Este suceso fue el que inspiró el título de su siguiente álbum, In Your Honor.

### InYourHonor(2005-2007)

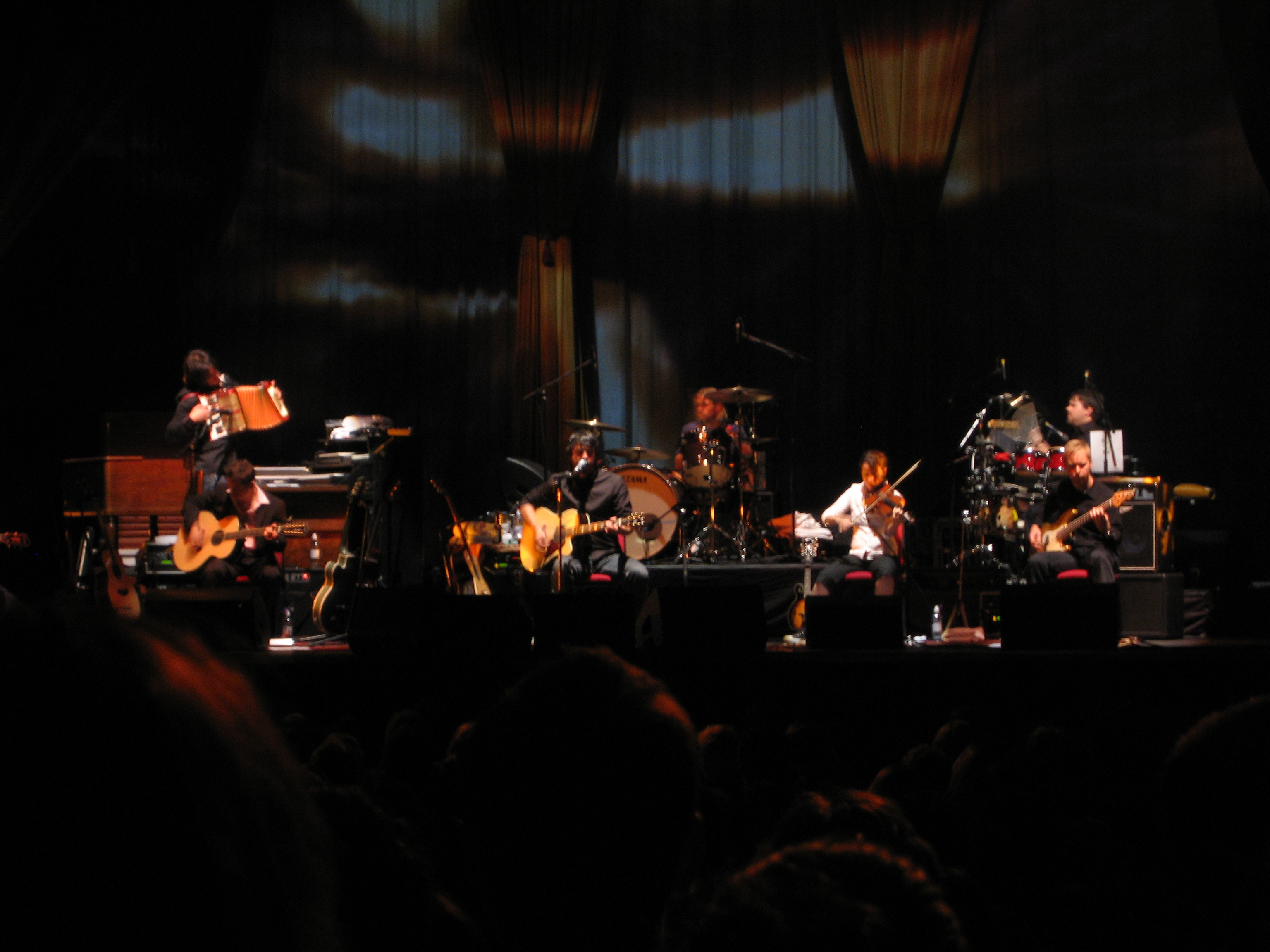
Foo Fighters en un show acústico.

Es el quinto álbum de Foo Fighters, editado el 13 de junio del 2005 en el Reino Unido y un día después en los Estados Unidos. Se trata de un álbum doble, con un primer disco que contiene las típicas canciones de rock de Foo Fighters y un segundo que incluye canciones más acústicas y tranquilas.
Descrito por el líder, Dave Grohl, como el disco "definitivo" de Foo Fighters, In Your Honor se ha encontrado en general con críticas receptivas. Entró en las listas de USA y Reino Unido en el segundo puesto, detrás de X&Y de Coldplay, con las ventas iniciales más fuertes de su carrera hasta ahora. In Your Honor vendió 310 500 copias en su primera semana en Estados Unidos.
In Your Honor cuenta con un número de invitados especiales en su segundo disco, como Norah Jones, John Paul Jones (de Led Zeppelin) y Josh Homme, del grupo Queens of The Stone Age. Dave Grohl ha descrito la presencia como artista invitado de John Paul Jones como «la segunda cosa más grande que me ha pasado en la vida». Hay también una edición especial, un disco dual que contiene un making of, y el segundo disco con sonido 5.1 surround.
En los Estados Unidos, se usó el control de protección contra copias MediaMax CD-3 causando alguna reacción negativa de los seguidores. Esta protección contra copia solo aparece en la versión de CD estándar, pero no en la versión del Disco Dual.
En 2007 Prince interpretó el tema «Best of you» en el descanso de la Superbowl.

### Echoes, Silence, Patience & GraceyGreatest Hits(2007-2009)

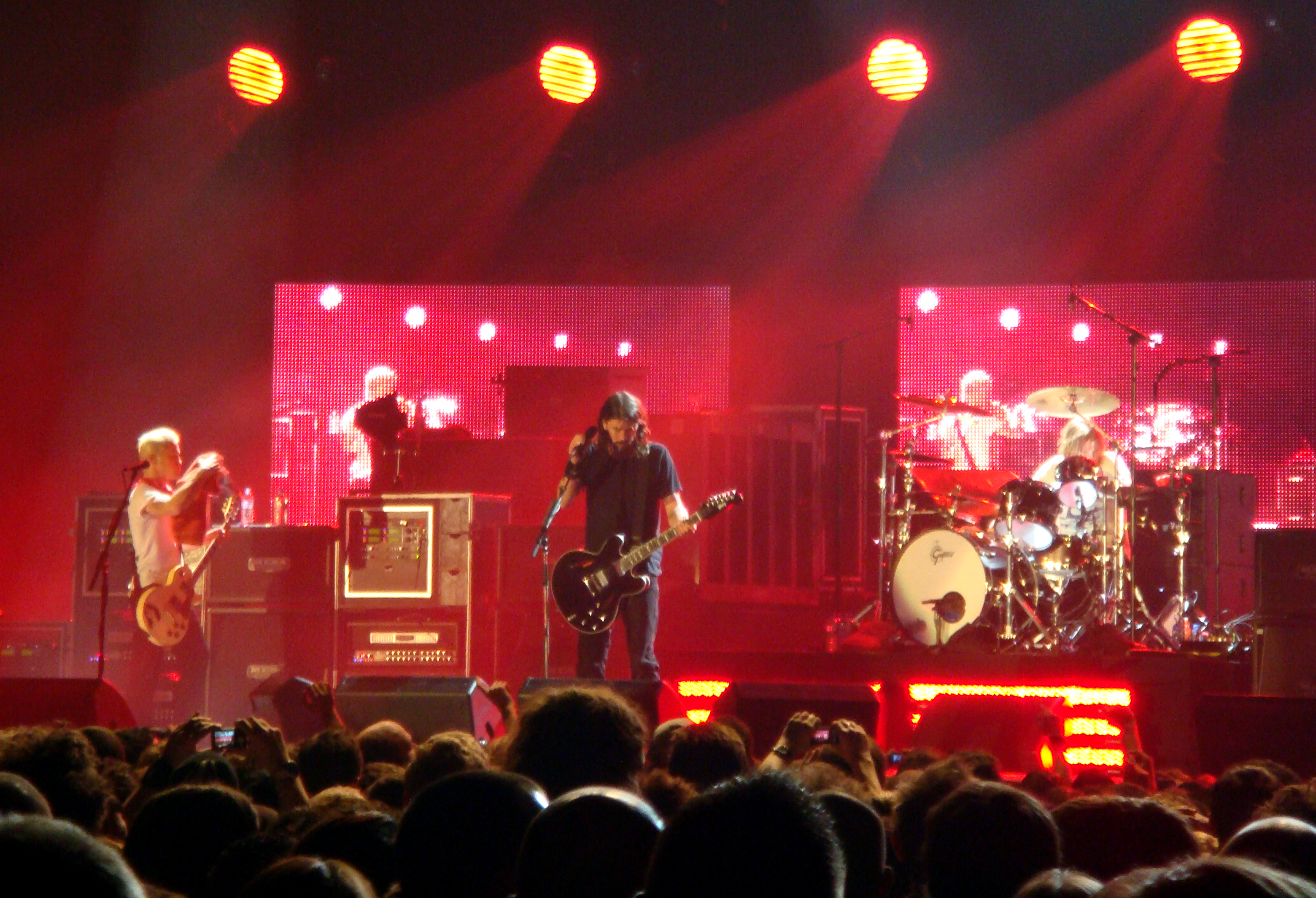
Foo Fighters presentándose en 2007.

El sexto disco de Foo Fighters fue lanzado el 25 de septiembre de 2007 bajo el título de Echoes, Silence, Patience & Grace y fue producido por el mismo productor de su gran álbum, The Colour and the Shape. Fue presentado con el sencillo «The Pretender», que ya había alcanzado una gran popularidad un mes antes de la edición del álbum.
El disco cuenta con doce temas y la colaboración de la guitarrista Kaki King en el tema «The Ballad of the Beaconsfield Miners», dedicado a unos mineros atrapados en una mina de Australia que pidieron un MP3 con música de Foo Fighters, hasta ahora único tema instrumental en la discografía del grupo. Otra de las peculiaridades del álbum son los coros, llevados a cabo por Taylor Hawkins en lugar del propio Grohl, quien venía ejerciendo esta labor en los anteriores trabajos de la banda.
Una de sus canciones, «Let It Die», está inspirada, según Grohl, en «la caótica relación entre Kurt Cobain y Courtney Love».
Opinando respecto al CD, Dave Grohl dijo: «Suena definitivamente como un álbum de Foo Fighters, pero nos estamos moviendo en diferentes direcciones».
El vídeo musical de Long Road to Ruin se estrenó el 1 de noviembre y su sencillo el 3 de diciembre. En el vídeo aparece la actriz Rashida Jones, quien había colaborado previamente con otros temas de la banda.
En la 50.ª edición de los premios Grammy, la canción «The Pretender» consiguió el premio en la categoría de Mejor Interpretación de Hard Rock. Además, el álbum que la contiene, Echoes, Silence, Patience & Grace, consiguió el galardón en la categoría de Mejor Álbum de Rock. No solo alcanzó el tope de las listas en los UK Albums Chart, sino que es su disco más vendido en el Reino Unido.

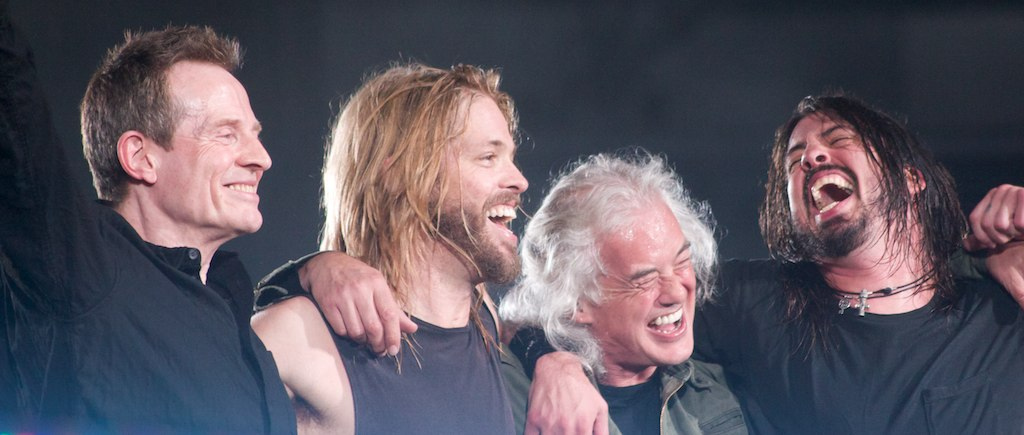
Hawkins (segundo por la izquierda) y Grohl (derecha) con John Paul Jones (izquierda) y Jimmy Page (segundo desde la derecha) de Led Zeppelin tocando en el Estadio de Wembley, Londres, en 2008

Live at Wembley Stadium es un DVD en vivo de Foo Fighters, grabado durante dos actuaciones en el Estadio de Wembley, en Londres, los días viernes 6 y sábado 7 de junio de 2008. El DVD incluye una combinación de temas de las dos noches, en donde tocaron los grandes éxitos de toda su carrera musical. Se hacen notar las colaboraciones de John Paul Jones y Jimmy Page como invitados especiales en los temas «Ramble on» y «Rock and Roll».
El 17 de septiembre de 2008, Dave Grohl anunció en The Chris Moyles Show que la banda iba a tomar un largo descanso de la música. Así, dijo, ellos podrían volver con un nuevo sentido de propósito. Grohl también informó a los seguidores que no esperaran nueva música por un tiempo. «Nunca nos tomamos un largo descanso, creo que es el momento» comentó Grohl «Después de hacer Wembley, no volveremos allí por diez años porque ya hemos tocado para todos. Estuvimos en el Reino Unido todos los años, cada verano, y creo que es tiempo de tomar un descanso y volver cuando la gente realmente nos extrañe». La banda está en actividad desde su formación en 1995.
Sin embargo, el 12 de febrero de 2009 Hawkins niega que la banda estuviera planeando tomar un descanso de larga duración. «Nos hemos reunido y expuesto nuestras ideas», dijo «Sólo ideas básicas y lo que probablemente hagamos durante el próximo año hasta que tengamos un registro de las ideas es tomar nuestro tiempo y dejar a todo el mundo disfrutar de otras cosas» - de sus familias y eso. «Yo diría que quizás después del verano nos meteremos en el estudio y empezaremos a materializar esas ideas».
El 4 de julio de 2009, en un concierto exclusivo, la banda anunció que una compilación de sus mejores éxitos iba a ser lanzada el 3 de noviembre del mismo año. Ese mismo día presentaron también un nuevo tema titulado Wheels, que llegó a las radios el 23 de septiembre.
El 30 de octubre, Foo Fighters realizó un concierto en vivo desde su propio estudio (estudio 606), presentando su nuevo disco. Este recital fue transmitido en directo por Internet y tuvo la gran cantidad de casi 20 000 espectadores.
Finalmente, el 3 de noviembre de 2009, la banda lanzó el álbum Foo Fighters Greatest Hits, con un total de 16 canciones entre las cuales se encuentran dos nuevas y una versión acústica del clásico Everlong. Por otro lado, el 4 de septiembre Dave Grohl declaró: «Este Greatest Hits es el final de algo... es tiempo de movernos hacia otro capítulo u otra fase. Quizás sea diferente, de otra manera. No lo sé, es bueno no saber que va a venir después. Vamos a hacer algunos shows en Europa, pero, después de eso, es como que ni siquiera sé si voy a seguir viendo a estos chicos. Así que es medio raro».

### Wasting Light(2010-2012)
En 2010 Dave Grohl había confirmado que la banda estaba preparando un nuevo disco y que entrarían a grabarlo durante el mes de septiembre. «Comenzamos a escribir las canciones y en septiembre las vamos a grabar, de alguna manera la vida está llena de música», dijo Grohl, que no reveló detalles acerca del título ni fecha de salida del álbum.
En la cuenta de Twitter del grupo, se mostraron distintos nombres de canciones («Miss the Misery», «Dear Rosemary», «These Days», «Walk», «A Matter of Time», «Bridge Burning», entre otras) y partes de letras de canciones, además de fotografías de los mismos integrantes, en las que también se veía a Pat Smear colaborando, e incluso a Krist Novoselic además de Butch Vig como productor, igual que hizo veinte años atrás con Nevermind de Nirvana.
Tras ello, el grupo anunció su regreso de manera oficial, realizando varios show, inclusive realizó un show "secreto" en donde se mostró algunas de sus nuevas canciones del disco que se prepara.
El 3 de enero de 2011, Foo Fighters anunció que el disco estaba terminado, Dave Grohl dijo «Tenemos once canciones y en todo el disco no existe ni una sola balada», «El proceso fue tan simple. Lo hicimos realmente en mi garaje. El hecho de que lo hayamos hecho todo sin utilizar computadoras, lo hizo muy simple. Simplemente suena gigantesco» y se refiere al trabajo con Butch: «Butch nos jura que se ha divertido más haciendo este disco, que cualquier otro anterior que haya hecho en su vida... esos son un montón de discos».
El 17 de enero, la banda publicó un fragmento de una nueva canción, «Bridge Burning», y el 1 de febrero hizo lo mismo con otra nueva canción, «Miss the Misery». Fue confirmado que ambas canciones aparecerían en el nuevo álbum.
El 28 de enero, la banda tocó el nuevo álbum entero en el Velvet Jones, en Santa Bárbara, California. El show fue anunciado previas horas antes de realizarse, pero eso no fue problema para la asistencia, pues se vendieron todas las entradas en tan solo una hora.
El 13 de febrero, la banda publicó un video musical de White Limo, una nueva canción. El vídeo cuenta con la participación del bajista y cantante de Motörhead, Lemmy Kilmister, y de la esposa de Dave Grohl, Jordyn.
El 15 de febrero, la banda anunció que el nombre del nuevo álbum finalmente será Wasting Light y no Back + Forth como se había rumoreado anteriormente. Este último título es también el nombre de una nueva canción. El nuevo álbum salió a la venta el 12 de abril de 2011.
Por otro lado, la banda ya había confirmado su participación en varios conciertos y festivales musicales este verano, tales como el Hurricane Festival, el Pinkpop Festival, entre otros. Esto para promocionar la salida de su nuevo álbum.
El 5 de abril de 2011 se estrenó Back & Forth, un documental de Foo Fighters grabado durante la producción de Wasting Light.
Medium Rare es un LP que fue lanzado con motivo del Record Store Day, el 16 de abril de 2011. El disco incluye varias versiones que ha hecho la banda durante su carrera de bandas y artistas como The Wings, Prince y Pink Floyd. Tras haber lanzado el LP, se publicaron una versión en CD, para los suscriptores de la revista Q.
Foo Fighters canceló los conciertos de Japón y Singapur por un problema vocal de Dave Grohl: los médicos le aconsejaron que debía empezar un tratamiento y se vieron forzados a cancelar las cuatro fechas en Japón y la de Singapur, la cual hubiera sido la primera en aquel país.
El 1 de abril, Foo Fighters inicia su primer tour sudamericano: se presentaron por primera vez en Chile, en el festival Lollapalooza Chile, en un recital de casi tres horas. Luego se viajaron a Argentina, al Quilmes Rock, el 3 y 4 de abril. Y concluyeron su tour por Sudamérica en Brasil, en el festival Lollapalooza Brasil, el 7 de abril. En los tres países, encabezaron los respectivos festivales.
Tras finalizar la gira de su último disco Wasting Light, el 2 de octubre, a través de las redes sociales, la banda anunció una pausa indefinida para poder descansar y pasar el tiempo con sus familias, dejando en claro que en un futuro volverían a juntarse.

### Sonic Highways(2013-2014)
A pesar de anunciar inicialmente un descanso después de apoyar Wasting Light, Grohl declaró posteriormente en enero de 2013 que la banda había comenzado a escribir material para un octavo álbum de estudio. El 20 de febrero de 2013, en los Premios Brit, Grohl dijo que estaba volando de vuelta a América al día siguiente para empezar a trabajar en el próximo álbum. En una entrevista con XFM, anunció que su próximo álbum había sido programado para ser lanzado en 2014. Grohl dijo: «Bueno, voy a decir que hemos estado en nuestro estudio escribiendo y en las últimas semanas hemos escrito un álbum y vamos a hacer de este álbum de una manera que nadie había hecho nunca antes y que bastante emocionado al respecto... es un poco retirado - No está listo para tener éxito ahora mismo - pero creo que el próximo año va a ser un muy buen año para los Foo Fighters, sin lugar a dudas».
El 6 de septiembre de 2013, Shiflett publicó una foto en su cuenta de Instagram, indicando que estaban grabando 13 canciones para el nuevo álbum y más tarde describió el álbum en una entrevista como «la hostia de divertido». Rami Jaffee grabó piezas para tres canciones, una de las cuales titulada In The Way. Butch Vig, quien trabajó con la banda en Wasting Light, confirmó a través de Twitter, a finales de agosto de 2013, que estaba produciendo el álbum.
La banda confirmó que pondrá fin a su pausa y tocó dos shows en Ciudad de México, el 11 y 13 de diciembre de 2013. El 31 de octubre de 2013, apareció un vídeo en el canal oficial de YouTube de Foo Fighters que muestra a un motociclista; más tarde, se muestra como el actor Erik Estrada, la entrega de cada uno de los miembros de la banda una invitación para tocar en México.
El 16 de enero de 2014 una imagen se envió a los Foo Fighters de la página de Facebook con varias cintas maestras con una etiqueta "LP 8."
El productor Butch Vig dijo que el nuevo álbum está "casi completo". Vig, quien también toca la batería en la banda Garbage y se cree que esta coproduciendo con Steve Albini dice que la banda está experimentando con técnicas de grabación retadoras para mantener a todos enfocados, asemejándose al proceso de grabación del álbum de 2011 Wasting Light, que fue hecho en el garaje de Grohl. En una entrevista con Kerrang dijo: «Hemos estado grabando en diferentes lugares pero ya casi terminamos con las grabaciones y van bien. Suena diferente- hemos experimentado con mezclas durante este proceso de grabación, que le van a dar a este disco un sonido y una sensación diferentes. Ha sido un reto pero también ha sido emocionante». Hablando con Zane Lowe de BBC Radio 1, Grohl dijo «Sé como suena y honestamente creo que todo el concepto tomará a la gente por sorpresa y suena loco».
El 12 de agosto de 2014, la compañía discográfica de la banda anunció el lanzamiento de su octavo álbum, titulado Sonic Highways, disponible desde el 10 de noviembre en dos versiones físicas, CD y vinilo de 180 gramos; ese último viene en una selección de diez diferentes portadas que incluyen ocho variantes temáticas por cada una de las ciudades en las que fue grabado: Austin, Chicago, Los Ángeles, Nashville, Nueva Orleans, Nueva York, Seattle y Washington D. C.

### Saint Cecilia EP(2015)
Saint Cecilia fue lanzado como una descarga gratuita el 23 de noviembre de 2015. Inicialmente pensado como un signo de gratitud a los seguidores del grupo, el EP también se dedicó a las víctimas de los atentados terroristas en París. Termina con la espera de «7 Corners», canción sin terminar que llevaba años dentro de las posibles canciones para distintos discos de Foo Fighters, pero esta vez la han llamado «Neverending Sigh».

### Concrete and Gold(2017-2019)

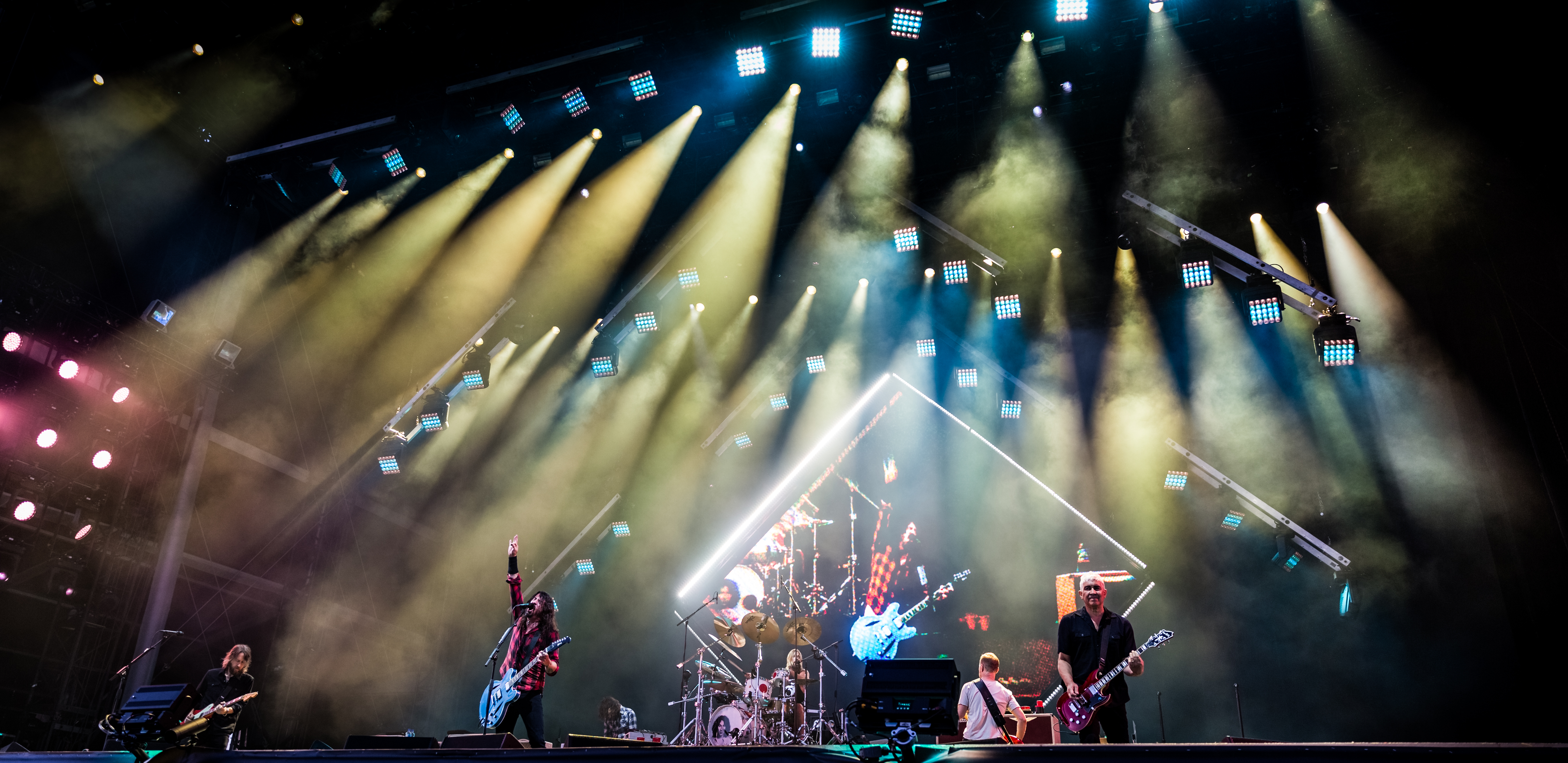
Foo Fighters en el festival alemán Rock am Ring en 2018.

El 15 de septiembre de 2017, Foo Fighters publica el que sería su noveno LP, Concrete and Gold, la banda lo describe como «donde los extremos del hard rock y la sensibilidad del pop chocan». De este álbum se extrajeron dos sencillos, los cuales serían «Run» y «The Sky is a Neighbourhood». El álbum debutó como #1 en el Billboard 200, siendo la segunda vez que la banda logra esto, al hacerlo con anterioridad con «Wasting Light», en 2011. El álbum cuenta con las colaboraciones de Paul McCartney en la canción «Sunday Rain» tocando la batería y de Justin Timberlake en «Make it Right» haciendo los coros. En este álbum aparece por primera vez el tecladista Rami Jaffee como miembro oficial de la banda.

### Medicine at Midnighty muerte de Hawkins (2021-2022)
En octubre de 2019, la banda anunció que estaban grabando su décimo álbum de estudio basado en demos de Grohl. En noviembre de 2019, la banda lanzó un EP titulado, 01050525 en formato digital, que consta de 11 pistas previamente lanzadas como B-Sides de In Your Honor. Esto fue seguido por más EP con B-Sides de cada álbum hasta Wasting Light. El 13 de febrero de 2020, Dave Grohl anunció que el nuevo álbum estaba completo y saldrá a tiempo para el 25 aniversario de la banda. El 11 de mayo, la banda anunció que estaban retrasando el lanzamiento del disco indefinidamente debido a la pandemia de COVID-19, y Grohl dijo: «Lo hemos dejado de lado por ahora para averiguar exactamente cuándo sucederá».

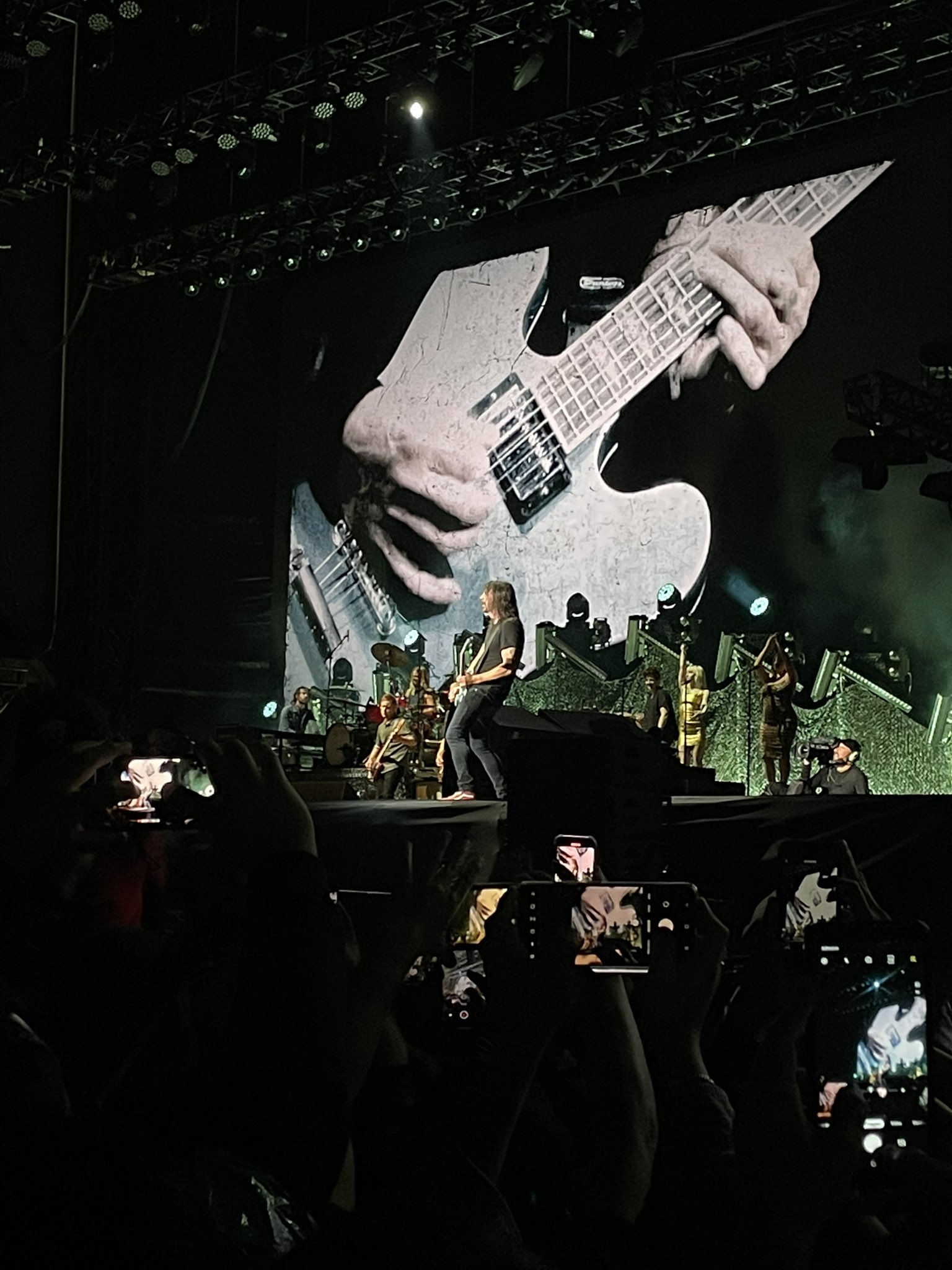
Tour 2022-2023 en el Foro Sol de la Ciudad de México

El 4 de noviembre de 2020, se confirmó que la banda sería invitada musical para un episodio del 7 de noviembre de Saturday Night Live. La banda comenzó a provocar nuevos fragmentos de música de una canción en sus plataformas de redes sociales bajo el hashtag #LPX a partir del 4 de noviembre. El 7 de noviembre, la banda lanzó el primer sencillo, «Shame Shame», de su próximo décimo álbum de estudio titulado como Medicine at Midnight, que se lanzó el 5 de febrero de 2021. En noviembre de 2021, la banda anunció que formaría parte de la comedia de terror del director estadounidense BJ McDonnel titulada Studio 666. El largometraje se estrenará en febrero de 2022 en Estados Unidos, aunque todavía no tiene fecha de estreno en el resto del mundo.
El 25 de marzo de 2022, Taylor Hawkins murió en su habitación del hotel Casa Medina en Bogotá (Colombia), donde sufría de un dolor en el pecho. Hawkins tenía diez sustancias en su sistema en el momento de su muerte, incluidos opioides, benzodiazepinas, antidepresivos tricíclicos y THC, el compuesto psicoactivo del cannabis. Los Foo Fighters estaban programados para actuar esa noche en el Festival Estéreo Picnic como parte de su gira sudamericana en curso que se había presentado en los festivales Lollapalooza 2022 de Argentina y Chile. El escenario del festival Estéreo Picnic se convirtió en una vigilia con velas para Hawkins. Pocos días después, la banda canceló el resto de la gira.

### But Here We Are(2023)
El 19 de abril de 2023, Foo Fighters anunció que su undécimo álbum de estudio titulado But Here We Are se lanzará el 2 de junio de 2023 con el sencillo principal "Rescued". Un mes y dos días después del lanzamiento de aquel sencillo, el 21 de mayo de 2023, la banda realizó un concierto gratuito vía streaming, en el que confirmaron la integración del baterista Josh Freese para sus presentaciones en directo, quien es reconocido por haber tocado con bandas como Nine Inch Nails, The Vandals o The Offspring.
En mayo de 2025, Foo Fighters anuncia su regreso a los escenarios para octubre de ese año. La banda tocara en el Grand Prix en Singapure el día 4 de ese mes. 
Un par de días después, el baterista actual de la banda Josh Freese declaró en su cuenta de Instagram que la banda decidió sacarlo del grupo para ir en “otras direcciones”. El nombre del nuevo baterista es desconocido hasta la fecha.

## Otras apariciones
El 21 de febrero de 2000, el conductor televisivo David Letterman, tras una cirugía de bypass quíntuple, pidió a Foo Fighters que actuasen en su primera programa, tras su regreso. Foo Fighters tuvieron que salir de una gira sudamericana para volar a Nueva York para Letterman. La presentación de Letterman fue: «Aquí están, mi banda favorita tocando mi canción favorita. Señoras y señores: Los Foo Fighters». La banda pasó a tocar Everlong, que Letterman ha declarado en varias ocasiones es su canción favorita de rock.
La noche del viernes, 21 de septiembre de 2012, Foo Fighters tocó en el Music Midtown en Piedmont Park en Atlanta, coronando un día de música que contó con Van Hunt, Joan Jett & The Blackhearts, T.I., The Avett Brothers y Foo Fighters. A última hora de la tarde, Dave Grohl invitó a Joan Jett a que saliese al escenario, dos veces, la primera vez tras dedicarle «Monkey Wrench», y la segunda vez, para cantar «Bad Reputation».
El 28 de septiembre de 2011, se anunció que Foo Fighters actuaría durante la ceremonia de clausura de la convención anual de videojuegos de Blizzard Entertainment, BlizzCon.
El 5 de septiembre de 2012, la banda realizó un concierto benéfico en el Fillmore en Charlotte (Carolina del Norte) para Rock The Vote. El show, que se produjo al mismo tiempo que se celebraba la Convención Nacional Demócrata de 2012 en Charlotte, se anunció solo dos semanas antes. Todas las entradas para el recinto, cuya capacidad era de 2000 personas, se agotaron en menos de 60 segundos, lo cual batió un récord para el lugar. La banda estableció otro récord personal durante el espectáculo en sí, que fue el más largo que jamás habían tocado hasta la fecha, con una duración de un poco menos de 3,5 horas, en donde tocaron 36 canciones.
El 12 de septiembre de 2012, la banda se presentó en el evento de prensa de Apple, en la que se dieron a conocer el iPhone 5 y el nuevo iPod line-up.
El 2 de diciembre de 2012, Foo Fighters interpretó dos canciones en honor a Led Zeppelin en la 35.ª Kennedy Center Honors.
Foo Fighters grabó una versión del clásico antibelicista de 1969 del grupo Creedence Clearwater Revival, «Fortunate Son», con el compositor John Fogerty. La canción está incluida en el próximo álbum de Fogerty Wrote A Song for Everyone y salió a la venta a pesar de Vanguard Records el 28 de mayo de 2013. John Fogerty es también un miembro ad hoc de los Sound City Players, el supergrupo que Grohl reunió junto con su proyecto de película Sound City.
En septiembre de 2011, Foo Fighters se unieron a Roger Waters para interpretar «In the Flesh?» a partir del álbum de 1979 The Wall de Pink Floyd en Late Night with Jimmy Fallon.

## Legado y estilo musical
El estilo musical de Foo Fighters ha sido descrito como rock alternativo, post-grunge y hard rock. Cuando Dave Grohl inició la banda, su música a menudo era comparada con la de su anterior banda, Nirvana. Grohl reconoció que el cantante y guitarrista de Nirvana, Kurt Cobain fue su mayor influencia a la hora de componer. Foo Fighters combinaba estrofas tranquilas con estribillos potentes en sus composiciones, influenciado por los gustos musicales de los miembros de Nirvana que pasaban por grupos como The Knack, Bay City Rollers, Beatles, y ABBA, además de Flipper, Pixies y Black Flag entre otros, como Alan di Perna describe en la revista Guitar World en agosto de 1997. Para el primer álbum, Grohl compuso las guitarras de la manera más rítmica posible. Las enfocó de una manera similar a su forma de tocar la batería, asignando diferentes partes de esta a distintas cuerdas de la guitarra. Dave dijo, "Puedo escuchar la canción en mi cabeza antes de finalizarla." Cuando Grohl finalmente completó la banda, sus compañeros colaboraron con los arreglos de sus canciones.

## Influencia
En Stone Ocean, la sexta parte del manga japonés JoJo's Bizarre Adventure, el stand perteneciente a F.F. se llama Foo Fighters, en alusión a la banda.

## Miembros
Miembros actuales
- Dave Grohl - Voz, Guitarra rítmica, teclados ocasionales (1994-presente), guitarra solista (1994-1999, ocasionalmente desde 1999), batería, percusión (1994-1995, 2022-2023, ocasionalmente: 2005-2022), bajo (1994-1995)
- Nate Mendel - Bajo (1995-presente), coros (2023-presente)
- Pat Smear - Guitarra rítmica y solista (1995-1997; 2010-presente; como miembro de apoyo: 2005-2010), coros (1995-1997, ocasionalmente: 2005-presente)
- Chris Shiflett - Guitarra solista, guitarra rítmica ocasional, coros, raramente voz ocasional (1999-presente)
- Rami Jaffee - Teclados, piano, acordeón, armónica, raramente coros ocasionales (2017-presente, como miembro de apoyo y sesión: 2005-2017)

Antiguos miembros
- William Goldsmith - Batería, percusión (1995-1997)
- Franz Stahl - Guitarra rítmica y solista, coros (1997-1999)
- Taylor Hawkins † - Batería, percusión, coros, ocasionalmente voz, guitarra y teclados (1997-2022) (fallecido en 2022)
- Josh Freese - Batería, percusión (2023-2025)

Miembros de apoyo y sesión
- Drew Hester - Percusión (de apoyo: 2005-2010; de sesión: 2007-2014)
- Petra Haden - Violín, mandolina, coros (2005-2007)
- Jessy Greene - Violín, violonchelo, contrabajo, coros (2007-2010)
- Laura Mace - Coros (2017-2022)
- Samantha Sidley - Coros (2017-2022)
- Barbara Gruska - Coros, percusión (2017-2022)
- Violet Grohl - Coros (2017-presente)

## Discografía
Álbumes de estudio
- Foo Fighters (1995)
- The Colour and the Shape (1997)
- There Is Nothing Left to Lose (1999)
- One by One (2002)
- In Your Honor (2005)
- Echoes, Silence, Patience & Grace (2007)
- Wasting Light (2011)
- Sonic Highways (2014)
- Concrete and Gold (2017)
- Medicine at Midnight (2021)
- But Here We Are (2023)

EPs
- Five Songs and a Cover (EP) (2005)
- Let It Die (EP) (2008)
- Songs From the Laundry Room (EP) (2015)
- Saint Cecilia (EP) (2015)

#### Recopilatorios
- Greatest Hits (2009)
- The Essential Foo Fighters (2022)

## Filmografía
| Año  | Película   | Rol                                         | Notas             |
| ---- | ---------- | ------------------------------------------- | ----------------- |
| 2022 | Studio 666 | Todos los integrantes hacen de Ellos Mismos | Comedia de Horror |

## Premios y nominaciones
Pitchfork Media describe Grohl y la banda como «la respuesta de su generación a Tom Petty -una máquina de golpe constante bombeo de la clase trabajadora de rock».
Foo Fighters recibió por primera vez en los Premios Grammy por su video musical del sencillo «Learn to Fly» en 2000, y ha ganado otros diez en total. Estos incluyen cuatro premios Grammy en la categoría Mejor Álbum de Rock por There Is Nothing Left to Lose, One by One, Echoes, Silence, Patience & Grace y Wasting Light, y tres premios a la Mejor Interpretación de Hard Rock para las canciones «All My Life», «The Pretender» y «White Limo». La banda también recibió tres Premios Kerrang!. en los MTV Video Music Awards 2011, la banda ganó Mejor Video de Rock por «Walk». Ganaron la Radio Contraband «Mayor Discográfica de Artista del Año» en 2011.
El 12 de febrero de 2012, la banda se presentó en los Premios Grammy de 2012 con el tema Walk, junto con la versión remix de Rope, con deadmau5. La banda fue nominada a seis Premios Grammy, incluyendo Álbum del Año, Mejor Actuación Rock, Mejor Interpretación de Hard Rock/Metal, Mejor Canción de Rock, Mejor Álbum de Rock y Mejor Video Musical de Formato Largo (para Back and Forth). Ganaron cinco de los seis, perdiendo solo ante Adele en la categoría álbum del año.
El 30 de octubre de 2021, la banda formó parte del Salón de la Fama del Rock and Roll al ser introducidos por el exintegrante de The Beatles, Paul McCartney.